# Nicaraguaans voetbalelftal (mannen)
Het Nicaraguaans voetbalelftal is een team van voetballers dat Nicaragua vertegenwoordigt bij internationale wedstrijden en competities, zoals de (kwalificatie)wedstrijden voor het WK, de CONCACAF Gold Cup en de Copa Centroamericana.
Het Nicaraguaans voetbalelftal behaalde in februari 2009 met de 132e plaats de hoogste positie op de FIFA-wereldranglijst, in december 1999 en mei 2001 werd met de 193e plaats de laagste positie bereikt.

## Deelname aan internationale toernooien

### Wereldkampioenschap
De eerste kwalificatiewedstrijd voor het wereldkampioenschap voetbal van Nicaragua werd gespeeld op 19 juli 1992. In Managua werd gespeeld tegen El Salvador. De wedstrijd werd verloren met 0–5. Vier dagen later werd de return gespeeld in Cuscatlán, San Salvador. Deze wedstrijd werd verloren met 1–5. De enige goal van Nicaragua werd gemaakt door César Rostrán. De eerste overwinning bij WK-kwalificatieduel zou plaatsvinden op 2 september 2011. De uitwedstrijd tegen Dominica wordt gewonnen met 2–0. 
| Wereldkampioenschap voetbal overzicht | Wereldkampioenschap voetbal overzicht | Wereldkampioenschap voetbal overzicht | Wereldkampioenschap voetbal overzicht | Wereldkampioenschap voetbal overzicht | Wereldkampioenschap voetbal overzicht | Wereldkampioenschap voetbal overzicht | Wereldkampioenschap voetbal overzicht | Wereldkampioenschap voetbal overzicht |
| Jaar                                  | Ronde                                 | Wed.                                  | W                                     | G                                     | V                                     | DV                                    | DT                                    |                                       |
| ------------------------------------- | ------------------------------------- | ------------------------------------- | ------------------------------------- | ------------------------------------- | ------------------------------------- | ------------------------------------- | ------------------------------------- | ------------------------------------- |
| 1994                                  | Niet gekwalificeerd                   | Niet gekwalificeerd                   | Niet gekwalificeerd                   | Niet gekwalificeerd                   | Niet gekwalificeerd                   | Niet gekwalificeerd                   | Niet gekwalificeerd                   |                                       |
| 1998                                  | Niet gekwalificeerd                   | Niet gekwalificeerd                   | Niet gekwalificeerd                   | Niet gekwalificeerd                   | Niet gekwalificeerd                   | Niet gekwalificeerd                   | Niet gekwalificeerd                   |                                       |
| 2002                                  | Niet gekwalificeerd                   | Niet gekwalificeerd                   | Niet gekwalificeerd                   | Niet gekwalificeerd                   | Niet gekwalificeerd                   | Niet gekwalificeerd                   | Niet gekwalificeerd                   |                                       |
| 2006                                  | Niet gekwalificeerd                   | Niet gekwalificeerd                   | Niet gekwalificeerd                   | Niet gekwalificeerd                   | Niet gekwalificeerd                   | Niet gekwalificeerd                   | Niet gekwalificeerd                   |                                       |
| 2010                                  | Niet gekwalificeerd                   | Niet gekwalificeerd                   | Niet gekwalificeerd                   | Niet gekwalificeerd                   | Niet gekwalificeerd                   | Niet gekwalificeerd                   | Niet gekwalificeerd                   |                                       |
| 2014                                  | Niet gekwalificeerd                   | Niet gekwalificeerd                   | Niet gekwalificeerd                   | Niet gekwalificeerd                   | Niet gekwalificeerd                   | Niet gekwalificeerd                   | Niet gekwalificeerd                   |                                       |
| 2018                                  | Niet gekwalificeerd                   | Niet gekwalificeerd                   | Niet gekwalificeerd                   | Niet gekwalificeerd                   | Niet gekwalificeerd                   | Niet gekwalificeerd                   | Niet gekwalificeerd                   |                                       |
| 2022                                  | Niet gekwalificeerd                   | Niet gekwalificeerd                   | Niet gekwalificeerd                   | Niet gekwalificeerd                   | Niet gekwalificeerd                   | Niet gekwalificeerd                   | Niet gekwalificeerd                   | Niet gekwalificeerd                   |
| 2026                                  | Niet gekwalificeerd                   | Niet gekwalificeerd                   | Niet gekwalificeerd                   | Niet gekwalificeerd                   | Niet gekwalificeerd                   | Niet gekwalificeerd                   | Niet gekwalificeerd                   | Niet gekwalificeerd                   |

### Gold Cup
De UNCAF Nations Cup geldt als kwalificatietoernooi voor de Gold Cup. Alleen voor het toernooi van 2009 wist Nicaragua zich te plaatsen. Door een 2–0 zege op Guatemala werden ze vijfde en daarmee plaatsten ze zich voor de Gold Cup. Op het hoofdtoernooi moest worden gespeeld tegen Mexico (0–2), Guadeloupe (0–2) en Panama (0–4). Nicaragua werd vierde en laatste in de poule.
Het CCCF-kampioenschap is een voorloper van het CONCACAF kampioenschap. In 1951 behaalde Nicaragua de hoogste notering op dit toernooi, de derde positie. Die editie van het kampioenschap deden er echter ook maar 3 landen mee (Panama en Costa Rica). 
| CONCACAF-kampioenschap overzicht | CONCACAF-kampioenschap overzicht | CONCACAF-kampioenschap overzicht | CONCACAF-kampioenschap overzicht | CONCACAF-kampioenschap overzicht | CONCACAF-kampioenschap overzicht | CONCACAF-kampioenschap overzicht | CONCACAF-kampioenschap overzicht | CONCACAF-kampioenschap overzicht |
| Jaar                             | Ronde                            | Wed.                             | W                                | G                                | V                                | DV                               | DT                               | Kwal                             |
| -------------------------------- | -------------------------------- | -------------------------------- | -------------------------------- | -------------------------------- | -------------------------------- | -------------------------------- | -------------------------------- | -------------------------------- |
| 1963                             | Groepsfase                       | 4                                | 0                                | 0                                | 4                                | 2                                | 15                               |                                  |
| 1965                             | Niet gekwalificeerd              | Niet gekwalificeerd              | Niet gekwalificeerd              | Niet gekwalificeerd              | Niet gekwalificeerd              | Niet gekwalificeerd              | Niet gekwalificeerd              | Niet gekwalificeerd              |
| 1967                             | Zesde                            | 5                                | 0                                | 1                                | 4                                | 3                                | 12                               | (Kwal.)                          |
| 1969                             | Geen deelname                    | Geen deelname                    | Geen deelname                    | Geen deelname                    | Geen deelname                    | Geen deelname                    | Geen deelname                    | Geen deelname                    |
| 1971                             | Niet gekwalificeerd              | Niet gekwalificeerd              | Niet gekwalificeerd              | Niet gekwalificeerd              | Niet gekwalificeerd              | Niet gekwalificeerd              | Niet gekwalificeerd              | Niet gekwalificeerd              |
| 1973–1981                        | Geen deelname                    | Geen deelname                    | Geen deelname                    | Geen deelname                    | Geen deelname                    | Geen deelname                    | Geen deelname                    | Geen deelname                    |
| CONCACAF Gold Cup overzicht      |                                  |                                  |                                  |                                  |                                  |                                  |                                  |                                  |
| Jaar                             | Ronde                            | Wed.                             | W                                | G                                | V                                | DV                               | DT                               | Kwal                             |
| 1991                             | Niet gekwalificeerd              | Niet gekwalificeerd              | Niet gekwalificeerd              | Niet gekwalificeerd              | Niet gekwalificeerd              | Niet gekwalificeerd              | Niet gekwalificeerd              | Niet gekwalificeerd              |
| 1993                             | Niet gekwalificeerd              | Niet gekwalificeerd              | Niet gekwalificeerd              | Niet gekwalificeerd              | Niet gekwalificeerd              | Niet gekwalificeerd              | Niet gekwalificeerd              | Niet gekwalificeerd              |
| 1996                             | Niet gekwalificeerd              | Niet gekwalificeerd              | Niet gekwalificeerd              | Niet gekwalificeerd              | Niet gekwalificeerd              | Niet gekwalificeerd              | Niet gekwalificeerd              | Niet gekwalificeerd              |
| 1998                             | Niet gekwalificeerd              | Niet gekwalificeerd              | Niet gekwalificeerd              | Niet gekwalificeerd              | Niet gekwalificeerd              | Niet gekwalificeerd              | Niet gekwalificeerd              | Niet gekwalificeerd              |
| 2000                             | Niet gekwalificeerd              | Niet gekwalificeerd              | Niet gekwalificeerd              | Niet gekwalificeerd              | Niet gekwalificeerd              | Niet gekwalificeerd              | Niet gekwalificeerd              | Niet gekwalificeerd              |
| 2002                             | Niet gekwalificeerd              | Niet gekwalificeerd              | Niet gekwalificeerd              | Niet gekwalificeerd              | Niet gekwalificeerd              | Niet gekwalificeerd              | Niet gekwalificeerd              | Niet gekwalificeerd              |
| 2003                             | Niet gekwalificeerd              | Niet gekwalificeerd              | Niet gekwalificeerd              | Niet gekwalificeerd              | Niet gekwalificeerd              | Niet gekwalificeerd              | Niet gekwalificeerd              | Niet gekwalificeerd              |
| 2005                             | Niet gekwalificeerd              | Niet gekwalificeerd              | Niet gekwalificeerd              | Niet gekwalificeerd              | Niet gekwalificeerd              | Niet gekwalificeerd              | Niet gekwalificeerd              | Niet gekwalificeerd              |
| 2007                             | Niet gekwalificeerd              | Niet gekwalificeerd              | Niet gekwalificeerd              | Niet gekwalificeerd              | Niet gekwalificeerd              | Niet gekwalificeerd              | Niet gekwalificeerd              | Niet gekwalificeerd              |
| 2009                             | Groepsfase                       | 3                                | 0                                | 0                                | 3                                | 0                                | 8                                | (Kwal.)                          |
| 2011                             | Niet gekwalificeerd              | Niet gekwalificeerd              | Niet gekwalificeerd              | Niet gekwalificeerd              | Niet gekwalificeerd              | Niet gekwalificeerd              | Niet gekwalificeerd              | Niet gekwalificeerd              |
| 2013                             | Niet gekwalificeerd              | Niet gekwalificeerd              | Niet gekwalificeerd              | Niet gekwalificeerd              | Niet gekwalificeerd              | Niet gekwalificeerd              | Niet gekwalificeerd              | Niet gekwalificeerd              |
| 2015                             | Niet gekwalificeerd              | Niet gekwalificeerd              | Niet gekwalificeerd              | Niet gekwalificeerd              | Niet gekwalificeerd              | Niet gekwalificeerd              | Niet gekwalificeerd              | Niet gekwalificeerd              |
| 2017                             | Groepsfase                       | 3                                | 0                                | 0                                | 3                                | 1                                | 7                                | (Kwal.)                          |
| 2019                             | Groepsfase                       | 3                                | 0                                | 0                                | 3                                | 0                                | 8                                | (Kwal.)                          |
| 2021                             | Niet gekwalificeerd              | Niet gekwalificeerd              | Niet gekwalificeerd              | Niet gekwalificeerd              | Niet gekwalificeerd              | Niet gekwalificeerd              | Niet gekwalificeerd              | Niet gekwalificeerd              |
| 2023                             | Gediskwalificeerd                | Gediskwalificeerd                | Gediskwalificeerd                | Gediskwalificeerd                | Gediskwalificeerd                | Gediskwalificeerd                | Gediskwalificeerd                | (Kwal.)                          |

| CCCF-kampioenschap overzicht | CCCF-kampioenschap overzicht | CCCF-kampioenschap overzicht | CCCF-kampioenschap overzicht | CCCF-kampioenschap overzicht | CCCF-kampioenschap overzicht | CCCF-kampioenschap overzicht | CCCF-kampioenschap overzicht | CCCF-kampioenschap overzicht |
| Jaar                         | Ronde                        | Wed.                         | W                            | G                            | V                            | DV                           | DT                           |                              |
| ---------------------------- | ---------------------------- | ---------------------------- | ---------------------------- | ---------------------------- | ---------------------------- | ---------------------------- | ---------------------------- | ---------------------------- |
| 1941                         | Vijfde                       | 4                            | 0                            | 0                            | 4                            | 5                            | 29                           |                              |
| 1943                         | Vierde                       | 6                            | 0                            | 0                            | 6                            | 7                            | 39                           |                              |
| 1946                         | Zesde                        | 5                            | 1                            | 0                            | 4                            | 5                            | 31                           |                              |
| 1948                         | Geen deelname                | Geen deelname                | Geen deelname                | Geen deelname                | Geen deelname                | Geen deelname                | Geen deelname                |                              |
| 1951                         | Derde                        | 4                            | 0                            | 0                            | 4                            | 4                            | 22                           |                              |
| 1953                         | Zesde                        | 6                            | 1                            | 0                            | 5                            | 4                            | 18                           |                              |
| 1955−1960                    | Geen deelname                | Geen deelname                | Geen deelname                | Geen deelname                | Geen deelname                | Geen deelname                | Geen deelname                |                              |
| 1961                         | Groepsfase                   | 3                            | 0                            | 0                            | 3                            | 3                            | 18                           |                              |

### Copa Centroamericana
| UNCAF Nations Cup overzicht    | UNCAF Nations Cup overzicht | UNCAF Nations Cup overzicht | UNCAF Nations Cup overzicht | UNCAF Nations Cup overzicht | UNCAF Nations Cup overzicht | UNCAF Nations Cup overzicht | UNCAF Nations Cup overzicht | UNCAF Nations Cup overzicht |
| Jaar                           | Ronde                       | Wed.                        | W                           | G                           | V                           | DV                          | DT                          |                             |
| ------------------------------ | --------------------------- | --------------------------- | --------------------------- | --------------------------- | --------------------------- | --------------------------- | --------------------------- | --------------------------- |
| 1991                           | Niet gekwalificeerd         | Niet gekwalificeerd         | Niet gekwalificeerd         | Niet gekwalificeerd         | Niet gekwalificeerd         | Niet gekwalificeerd         | Niet gekwalificeerd         |                             |
| 1993                           | Niet gekwalificeerd         | Niet gekwalificeerd         | Niet gekwalificeerd         | Niet gekwalificeerd         | Niet gekwalificeerd         | Niet gekwalificeerd         | Niet gekwalificeerd         |                             |
| 1995                           | Niet gekwalificeerd         | Niet gekwalificeerd         | Niet gekwalificeerd         | Niet gekwalificeerd         | Niet gekwalificeerd         | Niet gekwalificeerd         | Niet gekwalificeerd         |                             |
| 1997                           | Groepsfase                  | 2                           | 0                           | 0                           | 2                           | 2                           | 11                          |                             |
| 1999                           | Groepsfase                  | 2                           | 0                           | 0                           | 2                           | 0                           | 2                           |                             |
| 2001                           | Groepsfase                  | 3                           | 0                           | 0                           | 3                           | 2                           | 19                          |                             |
| 2003                           | Zesde                       | 5                           | 1                           | 0                           | 4                           | 1                           | 11                          |                             |
| 2005                           | Groepsfase                  | 3                           | 1                           | 0                           | 2                           | 2                           | 9                           |                             |
| 2007                           | Zesde                       | 4                           | 1                           | 0                           | 3                           | 6                           | 14                          |                             |
| 2009                           | Vijfde                      | 4                           | 1                           | 2                           | 1                           | 5                           | 6                           |                             |
| Copa Centroamericana overzicht |                             |                             |                             |                             |                             |                             |                             |                             |
| Jaar                           | Ronde                       | Wed.                        | W                           | G                           | V                           | DV                          | DT                          |                             |
| 2011                           | Zesde                       | 4                           | 0                           | 1                           | 3                           | 2                           | 7                           |                             |
| 2013                           | Groepsfase                  | 3                           | 0                           | 1                           | 2                           | 2                           | 5                           |                             |
| 2014                           | Zesde                       | 3                           | 0                           | 0                           | 3                           | 0                           | 6                           |                             |
| 2017                           | Vijfde                      | 5                           | 1                           | 1                           | 3                           | 5                           | 6                           |                             |

### CONCACAF Nations League
| 2019–20 | B | 6 | 2 | 1 | 3 | 9  | 11 | B |
| 2022–23 | B | 6 | 4 | 2 | 0 | 15 | 5  | B |
| 2023–24 | B | 6 | 5 | 1 | 0 | 17 | 1  | A |
| 2024–25 | A | 4 | 2 | 1 | 1 | 5  | 5  | A |

## FIFA-wereldranglijst[2]
| 1993 | 1994 | 1995 | 1996 | 1997 | 1998 | 1999 | 2000 | 2001 | 2002 | 2003 | 2004 | 2005 | 2006 | 2007 | 2008 | 2009 | 2010 | 2011 | 2012 | 2013 | 2014 | 2015 | 2016 | 2017 | 2018 |
| ---- | ---- | ---- | ---- | ---- | ---- | ---- | ---- | ---- | ---- | ---- | ---- | ---- | ---- | ---- | ---- | ---- | ---- | ---- | ---- | ---- | ---- | ---- | ---- | ---- | ---- |
| 155  | 168  | 174  | 179  | 182  | 188  | 173  | 191  | 188  | 186  | 173  | 158  | 152  | 168  | 161  | 181  | 133  | 158  | 154  | 145  | 160  | 173  | 92   | 124  | 119  | 129  |

## Huidige selectie
De volgende spelers werden opgenomen in de selectie voor de CONCACAF Gold Cup 2017.
Interlands en doelpunten bijgewerkt tot en met de groepswedstrijd tegen de  Verenigde Staten (0–3) op 15 juli 2017.
| №           | Naam             | Wed. | Dlpnt. | Club                |
| ----------- | ---------------- | ---- | ------ | ------------------- |
| Doel        |                  |      |        |                     |
| 1           | Justo Lorente    | 21   | 0      | Real Estelí         |
| 12          | Diedrich Téllez  | 14   | 0      | Juventus Managua    |
| 23          | Henry Maradiaga  | 0    | 0      | Real Estelí         |
| Verdediging |                  |      |        |                     |
| 2           | Josué Quijano    | 47   | 1      | Real Estelí         |
| 3           | Manuel Rosas     | 32   | 2      | Real Estelí         |
| 4           | Henry Niño       | 1    | 0      | Jacó Rays           |
| 5           | Erick Téllez     | 25   | 0      | Diriangén           |
| 6           | Luis Copete      | 26   | 3      | Comerciantes Unidos |
| 17          | Bismarck Veliz   | 12   | 0      | Chinandega          |
| 20          | Oscar López      | 8    | 0      | Managua             |
| 22          | Cyril Errington  | 8    | 0      | Real Estelí         |
| Middenveld  |                  |      |        |                     |
| 8           | Marlon López     | 28   | 0      | Real Estelí         |
| 9           | Daniel Cadena    | 20   | 3      | UMF Njarðvík        |
| 10          | Luis Galeano     | 16   | 3      | Real Estelí         |
| 13          | Bryan García     | 21   | 3      | Real Estelí         |
| 15          | Bismarck Montiel | 5    | 0      | Managua             |
| 16          | Elvis Pinel      | 29   | 1      | Real Estelí         |
| 18          | Maykel Montiel   | 7    | 0      | UNAN Managua        |
| 19          | Luis Peralta     | 19   | 1      | Walter Ferretti     |
| Aanval      |                  |      |        |                     |
| 7           | Carlos Chavarría | 23   | 6      | Real Estelí         |
| 11          | Juan Barrera     | 44   | 10     | Comunicaciones      |
| 14          | Eulises Pavón    | 20   | 2      | Suchitepéquez       |
| 21          | Jorge Hurtado    | 0    | 0      | Walter Ferretti     |